# Paul Martin (fotograf)

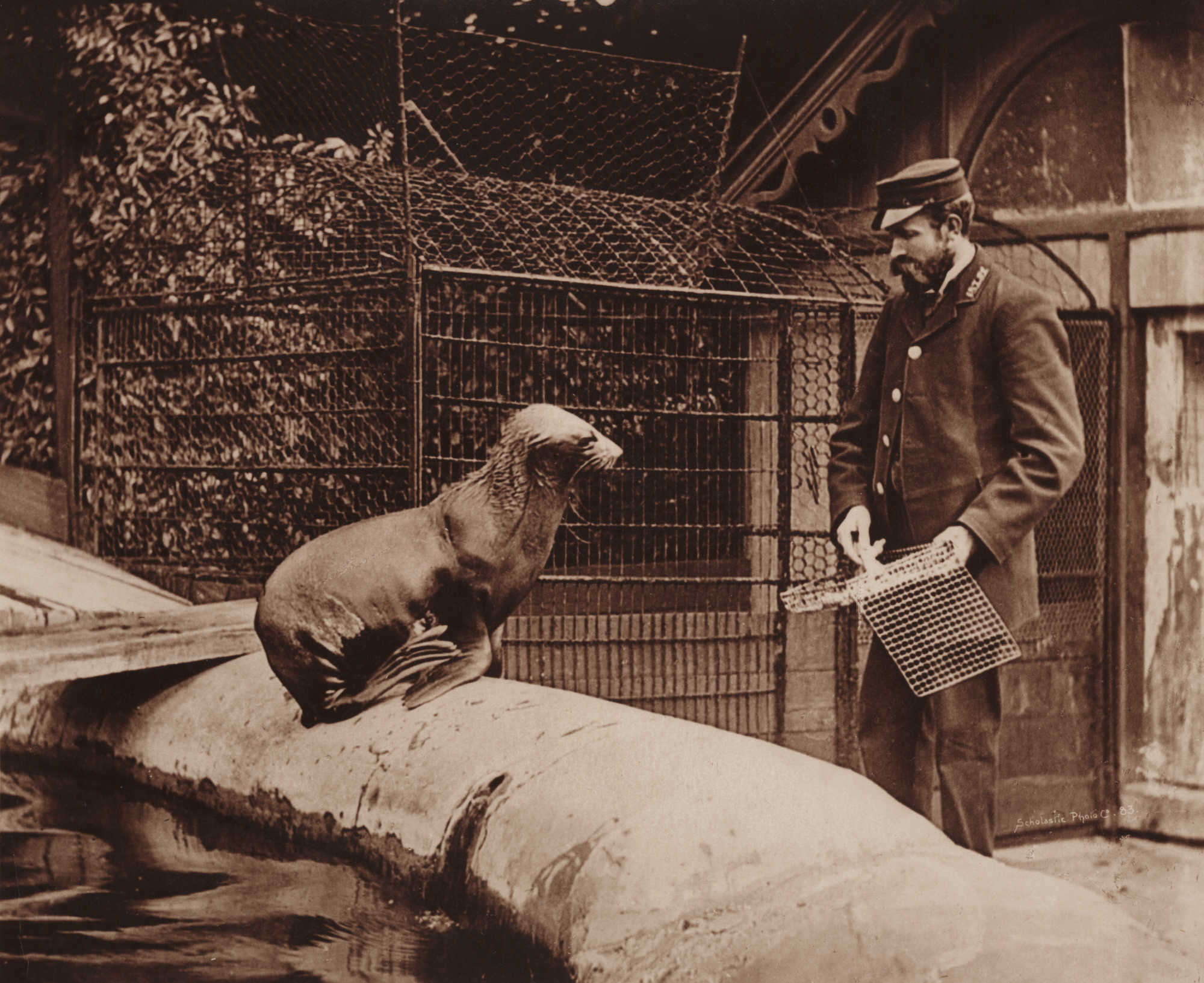
Fotografie ze ZOO

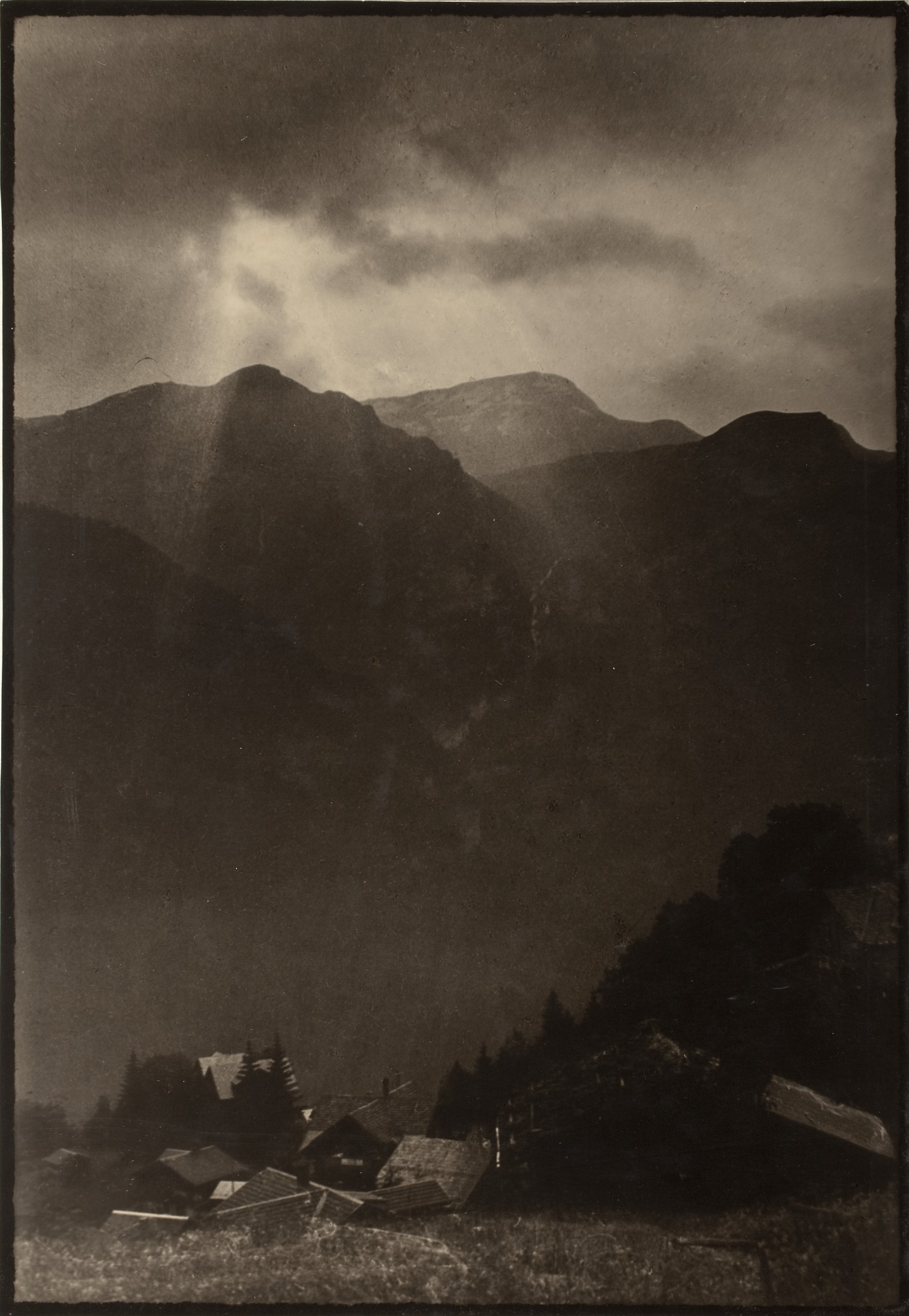
The Passing Storm LACMA M.

Paul Martin (16. dubna 1864 – 7. července 1944) byl britský fotograf francouzského původu, který byl průkopníkem pouliční i noční fotografie.

## Životopis
Paul Augustus Martin se narodil v Herbeuville ve Francii v roce 1864 v Alsasku-Lotrinsku, ale v důsledku francouzsko-pruské války a zažívající hroznou chudobu během Pařížské komuny uprchl se svou rodinou jako dítě do Anglie v roce 1872. Tam v letech 1873-1878 navštěvoval anglickou školu, poté se vrátil do Francie, aby pokračoval ve školní docházce v letech 1878-1880 na École Gosserez, Châlons-sur-Marne, než se v letech 1880-1883 vyučil dřevorytcem.

## Fotograf
Martinův silný talent v kreslení mu přinesl práci ve Fleet Street jako dřevorytec, kde velká část jeho práce zahrnovala kopírování fotografií, přičemž dřevoryt byl pak prostředkem k jejich reprodukci v novinách. S fotografováním poprvé experimentoval, když mu bylo deset let, ale svůj první fotoaparát na suchou desku si pořídil v roce 1884, když mu bylo devatenáct. Vstoupil do fotografického klubu, aby se o moderním médiu dozvěděl co nejvíce.

## Pouliční fotografie
Fotografická kamera, kterou Martin používal, detektivní kamera Fallowfield Facile, byla dostupná v roce 1889 a byla považována za „příruční kameru“. Vyrobena z mahagonu s jednoduchým reflexním hledáčkem na horní straně, který poskytuje pohled do úrovně pasu, vážil pouze 1,8 kg a byl maskován hnědým papírem, aby připomínal poštovní balík. Desky byly uloženy ve vnitřním stojanu a po exponování se otočily dolů. Kamera nabízela pohled z úrovně pasu, dětský pohled na scénu a stejně tak zvídavý. I když byl Martin skromný a plachý, začal během oběda fotografovat v okolních ulicích Londýna, aby vylepšil a otestoval svou techniku. "Nelze popsat mé vzrušení, které vyvolaly první záběry lidí bez povšimnutí," řekl. Lidé, které fotografoval, byli dělníci a řemeslníci, lidé z dělnické třídy méně konfrontovaní než šlechta, která by se cítila oprávněna ho vyzvat. ačkoliv je jeho obraz méně privilegovaných sympatický, není motivován žádným nutkáním k reformě, která inspirovala například pozdější dílo Jacoba Riise.
Hledáček fotoaparátu, který Martin používal, byl primitivní a sloužil pouze k míření, nikoli ke komponování, takže jeho snímky působí jako momentka, s objektem umístěným ve středu záběru a inkluzemi nezamýšlených detailů na okrajích. Martin uvedl, že reakce kolegů členů fotografického klubu...
...nebyly povzbudivé k typu subjektu, který jsem fotografoval... mnozí členové považovali některá z mých studií spíše za infra dig, nebo dokonce šokující. Cítili, že fotogtafická deska si žádá vznešené a důstojné téma, katedrálu, horu nebo rodinnou oslavu s lidmi oblečenými do nejlepšího svátečního oblečení.

Ačkoli připustil i jinou variantu:
Kdybych se osamostatnil, pravděpodobně bych se vydal přesně stejnými cestami jako ostatní malíři devadesátých let, jejichž ambicí bylo, aby jejich fotografie vypadaly co nejvíce jako malovaný obraz. Pečlivá kompozice, překrývající se mraky, měkký tisk a další technické triky použité k vytvoření efektů, které byly jistě krásné, ale fotografa stále více vzdalovaly od života. Nějakou dobu jsem byl tak zapálený jako nikdo jiný a docela kompetentní, ale byl to drahý koníček a nikdy mě nezajímal tolik jako skutečný snímek – tedy lidi a věci, jak je vidí muž na ulici.

V polovině 90. let 19. století Martin upravil svůj proces tvorby obrázků pro laternu magicu; to byl konečný produkt, který předváděl na klubových setkáních a soutěžích. Ty maskoval neprůhledným materiálem a vysoce kontrastním kopírovacím negativem vyrobeným tak, aby byl subjekt izolován od rušivého prostředí, pro které jsou jeho fotografie nyní tak vysoce ceněné jako poctivé záznamy viktoriánského života. Strategie ho také chránila před jakýmikoli právními problémy, které by mohly vyvstat z toho, co jiného by obrázky mohly zobrazovat, jako jsou obchodní značky chráněné autorským právem, a před narušováním soukromí zejména vyšší třídy, která by mohla zabloudit do záběru.
Jak Martin vysvětlil v článku v Amateur Photographer (6. listopadu 1896), „Když jsem poprvé viděl jeden z těchto diapozitivů, napadla mě myšlenka... že sochy mohou být nahrazeny živými předměty." Jeho účel se projevuje v centralizovaných kompozicích, které chtěl později oříznout a maskovat. Navzdory této přísnosti a v apelu na převládající viktoriánský vkus má Martin smysl pro neoficiální žánr, divadlo interakcí mezi jeho subjekty, a to se někdy odráží v jeho titulech, jako je Ice-Cream Barrow, An Altercation (1893–1896). Cecil Beaton ho nazval ‚Charlesem Dickensem objektivu‘.

## Noční fotografování
Martin získal v roce 1896 Královskou medaili Královské fotografické společnosti, nikoli za diapozitivy laterny magici, ale za sérii snímků pořízených v noci během zimy 1895-1896; London by Gaslight, jeden z prvních vážných pokusů o noční fotografii, který vzbudil obdiv Alfreda Steiglitze, který produkoval vlastní sérii na Manhattanu v noci (1898), a podnítil vznik amatérské Společnosti nočních fotografů. V článku pro The Photogram Martin popsal své experimenty; jeho fotografie na izochromatických deskách vyžadovaly expozice deset až patnáct minut. Vzhledem k tomu, že šlo o první fotografování města v noci, jeho neznámé aktivity s fotoaparátem ve tmě vzbuzovaly zvědavost kolemjdoucích a často ho sledovala policie.

## Komerční fotograf
V letech 1893 až 1909 byl Martin aktivním členem skupiny uměleckých fotografů The Linked Ring. V roce 1899 však založil fotografickou firmu ve spolupráci s H. G. Dorrettem jako Dorret & Martin ve Westbourne Terrace, poté už neměl čas na pouliční fotografie. Jeho nejvýnosnějším podnikáním bylo portrétování a vedlejší činnost ve výrobě knoflíkových odznaků obsahujících portréty populárních vojenských postav během 1. světové války. Fotografoval také historické události jako pohřeb královny Viktorie (1901), velký mráz v roce 1895 a korunovaci krále Eduarda VII. (1902). I když takové snímky prodával tisku, bylo publikováno jen málo. Pokračoval v rekreačním fotografování v Cornwallu, Bretani a Švýcarsku. Svůj ateliér zavřel v roce 1926, a když jeho pouliční fotografie začala přitahovat zájem sběratelů včetně Helmuta Gernsheima, rád a levně jim prodal své zbývající negativy. Byl také výrobcem řady vynálezů, které médium vylepšily, přesto zemřel v roce 1942 v Londýně chudý.

## Dědictví
Práce Paula Martina se nacházejí ve velkých sbírkách v Anglii a Americe a jsou často vystavovány na tematických výstavách, které uznávají jeho průkopnický přínos médiu.

## Výstavy

### Samostatné
- 1896 Londýn by Gaslight, Royal Photographic Society, Londýn.
- 1929 Wimbledon Camera Club

### Skupinové
- 1937 Fotografie 1839–1937, 17. března–18. dubna 1937 Muzeum moderního umění, New York.
- 1938 Century of Photography, Victoria and Albert Museum
- 1944 Art in Progress: 15th Anniversary Exhibitions: Photography, 24. května – 17. září 1944, The Museum of Modern Art Archives, New York
- 1959 Fotografie z muzejní sbírky, 26. listopadu 1958 – 18. ledna 1959, The Museum of Modern Art Archives, New York
- 1964 Art in a Changing World: 1884–1964: Edward Steichen Photography Center, 27. května 1964, The Museum of Modern Art Archives, New York
- 1999/2000 MoMA2000, ModernStarts, People: Posed to Unposed: Encounters with the Camera, 7. října 1999 – 1. února 2000, The Museum of Modern Art, New York

## Publikace
- Martin, Paul, n.d. [1978?], A Yarmouth Holiday, (Londýn: Nishen Photography) [úvod: Mark Haworth-Booth]
- Flukinger, Roy; SCHAAF, LARRY J. (LARRY JOHN), 1947-, (JOINT AUTHOR.); MEACHAM, STANDISH, (JOINT AUTHOR.). Paul Martin : Victorian photographer. [s.l.]: University of Texas Press, 1977. ISBN 978-0-292-76436-1.
- Jay, Bill; MARTIN, PAUL, 1864-1944. Victorian candid camera: Paul Martin, 1864-1944. [s.l.]: David and Charles, 1973. ISBN 978-0-7153-6085-9.

## Sbírky
- Gernsheim Collection, Texaská univerzita v Austinu
- Knihovna obrázků Radio Times Hulton (nyní Getty Images)[17]
- Královská fotografická společnost, Londýn
- Victoria and Albert Museum[2][11]
- National Media Museum, Bradford, Anglie
- Knihovna výtvarných umění Univerzity Nového Mexika v Albuquerque
- Muzeum moderního umění, New York[18]